# Jersey Boys (filme)
Jersey Boys (bra: Jersey Boys: Em Busca da Música; prt: Jersey Boys) é um filme de drama biográfico estadunidense de 2014 dirigido e produzido por Clint Eastwood baseado em um jukebox musical vencedor do Tony Award de mesmo nome. Conta a história de The Four Seasons sob a interpretação de John Lloyd Young, Erich Bergen, Michael Lomenda e Vincent Piazza.

## Elenco
- John Lloyd Young[5] - Frankie Valli
- Erich Bergen[6] - Bob Gaudio
- Michael Lomenda[7] - Nick Massi
- Vincent Piazza[8] - Tommy DeVito
- Christopher Walken[9] - Gyp DeCarlo
- Renée Marino[10] - Mary Delgado
- Kathrine Narducci[11] - Mary Rinaldi
- Lou Volpe[12] - pai de Frankie
- Freya Tingley - Francine Valli (17 anos)
  - Elizabeth Hunter - Francine Valli (7 anos)
  - Grace Kelley - Francine Valli (4 anos)
- Mike Doyle - Bob Crewe
- Rob Marnell - Joe Long
- Johnny Cannizzaro[13] - Nick DeVito
- Donnie Kehr[14] - Norm Waxman
- Jeremy Luke[15] - Donnie
- Joey Russo[15] - Joe Pesci
- James Madio[16] - Stosh
- Erica Piccininni[11] - Lorraine
- Steve Schirripa[17] - Vito
- Barry Livingston[18] - Contador
- Miles Aubrey[19] - Charles Calello
- Kim Gatewood - Angel#1
- Jackie Seiden - Angel#2
- Kyli Rae - Angel#3
- Troy Grant - Ed Sullivan
- Heather Ferguson Pond - Frankie Nolan
- John Griffin - Billy Dixon
- Chaz Langley - Hal Miller
- Billy Gardell - Sons Owner
- Francesca Eastwood[12] - Empregada
- Sean Whalen[12] - Engenheiro